# 阿布巴卡爾·卡馬拉
阿布巴卡爾·卡馬拉（法語：Aboubakar Kamara；1995年3月7日—）是一名毛里塔尼亞職業足球運動員，司職前鋒。

## 球會生涯

### 法語地區
卡馬拉在2014年9月12日首次代表摩納哥在法甲聯賽上場，作客以2-1不敵奥林匹克里昂，比賽中他在84分鐘入替恩歷克·費拉拿·卡拉斯高。2015年7月，他與比利時職業聯賽球會哥積克簽約三年，但在半年後回到法國賽場，轉投法國全國聯賽球隊艾米恩斯，幫助球隊重回法甲。他在球季最後一場比賽對蘭斯體育會先開紀錄，球隊在96分鐘打進致勝球以2-1取勝，使球隊晉級至法乙。2016/17法乙球季，他成為球隊首席射手，全年共取得10顆進球。

### 富勒姆
2017年7月31日，他轉投至富勒姆，簽約四年及一年選擇權，轉會費無透露。他選擇穿上47號球衣，因為這號碼使他簡稱為AK-47。9月23日，他打進在富勒姆首顆進球，球隊以1-1打平米德尔斯堡，三天後在3-1擊敗诺丁汉森林的賽事中先開紀錄。10月31日，他在對布里斯托尔城的賽事中因無控球下推撞貝利·賴特而被罰紅牌離場，球隊最終以2-0落敗。之後他在2-2打平赫尔城和4-1輕取伊普斯维奇城的比賽中均有進球。2018年1月20日，他在對伯顿阿尔比恩的比賽中打進1球，使比分拉至6-0至終場。
2018年12月5日，卡馬拉在1-1戰平莱斯特城的賽事打進個人在2018年至2019年英格蘭足球超級聯賽的首顆進球，三天後對曼聯的比賽主射點球成功，但球隊仍以4-1落敗。12月29日對哈德斯菲尔德的比賽，他與亞歷山大·米特羅維奇爭射點球，最終他主射的點球被莊拿斯·羅素撲出，惟無礙球隊全取3分。元旦的比賽對阿森纳一役，他雖然打進1球，但球隊仍以4-1落敗。之後他在訓練場與米特羅維奇發生另一次爭執，並因此排除在對伯恩利的比賽名單。後來他因為涉嫌身體傷害和刑事毀壞而被捕，並被無限期禁止參加所有球會活動。
2019年1日31日，他被外借到新馬拉蒂亞至季末。外借結束後，他回到富勒姆參加2019年至2020年英格蘭足球冠軍聯賽。
2021年2月1日，他被外借到法國球隊迪安，為期五個月。

### 離開英格蘭
2021年8月16日，他以€350萬轉會費轉投希超球會阿瑞斯，並在德比對帕纳辛奈科斯打進全場唯一進球。10月24日，他在對帕纳托利克斯的比賽中交出1球及2助攻，使球隊主場以5-1大勝。2022年3月6日，他在主場對奥林匹亚科斯打進1球使球隊以2-1取勝，並終結了對手的25場不敗走勢。
2022年6月28日，卡馬拉與希超球會奥林匹亚科斯簽約三年加盟。2023年9月29日，他轉投阿聯酋職業足球聯賽球會阿布扎比半岛。

## 國家隊生涯
卡马拉在2021年3月26日首次代表毛里塔尼亞上場，參加非洲國家盃資格賽對摩洛哥的賽事。

## 榮譽
富勒姆
- 英冠附加賽冠軍：2018[33]、2020[34]